# Хвощ зимовий
Хвощ зимовий, або хвощ зимуючий — (Equisetum hyemale L.) — багаторічна трав'яниста рослина родини хвощових, поширена у Євразії, Північній і Центральній Америках. Етимологія: лат. hyemale — «зимовий».

## Опис
Кореневище темно-коричневе, вузли та корені з довгими жовтувато-коричневими трихомами. Висока рослина (15–125 см заввишки), стебло просте, зимуюче, з 8–30 горбкуватими ребрами, закінчується гоструватим спороносним колоском. Відрізняється від інших хвощів жорсткими вічнозеленими пагонами, на яких немає бічних гілок. Стебла багаторічні, жорсткі, тьмяно-темно-зелені, підняті, округлі, 3–7 мм у діаметрі. Стебла ребристі, мають 10–30 гострошорстких ребер, які слабо виступають, і велику центральну порожнину. Листкові піхви щільно притиснені до стебла, темно-бурі біля основи, вище — світло-сірі з шилуватими чорно-бурими верхівками. Колоски в цього виду досить дрібні, гострі, сидячі на верхівці стебла або, рідко, бічні. Піхви циліндричні, притиснуті до стебла з 14–20 зубцями. 
Росте в листяних і мішаних лісах, на галявинах, узліссях.

## Життєвий цикл
Спороносить хвощ навесні.

## Поширення
Поширений на територіях Європи, Кавказу, Сибіру, російського Далекого Сходу, у Середній Азії, Малій Азії та Східній Азії; на американському континенті зростає у Гватемалі, Сальвадорі й Північній Америці крім півночі Канади.
В Україні поширений скрізь, окрім півдня степу. Зростає досить часто в соснових і мішаних лісах, у ярах і на сухих галявинах. Часто утворює густі зарості на берегах лісових струмків. Тіньовитривала рослина.

## Практичне використання
Лікарська рослина. Раніше її жорсткі стебла використовували для полірування дерева.